# Rádio Beach Park
Rádio Beach Park é uma emissora de rádio brasileira sediada em Aquiraz, cidade do estado do Ceará. Opera no dial FM, na frequência 102,7 MHz, e faz parte do grupo que controla o parque aquático homônimo. Foi inaugurada em 1.º de janeiro de 2011, inicialmente na frequência 101.7 MHz, substituindo a Oi FM Fortaleza. Sua programação musical é baseada no gênero adulto-contemporâneo e em ritmos brasileiros, como o samba e a MPB.

## História
Devido aos cortes de gastos envolvendo as empresas do grupo Oi e o baixo retorno das afiliadas da Oi FM, a sua afiliada em Fortaleza encerrou suas transmissões com a marca em 1 de julho de 2010. A rádio continuou executando músicas do gênero característico de sua antecessora, prosseguindo suas operações sem nome definido.
Em dezembro, foi confirmado que o grupo Beach Park assumiria a frequência. Durante este período, a emissora fez expectativa para a chegada de uma nova estação na frequência. A Beach Park FM teve sua estreia oficial em 1 de janeiro de 2011, em FM 101,7 MHz. A emissora foi lançada através de uma parceria do complexo Beach Park com os empresários Kaco Cardozo (sócio até 2021), Jeferson Filho e Júlio Maciel. A direção ficou a cargo de Alexandre Lima, oriundo da Mix FM Fortaleza, que ficou a frente dos departamentos artístico e comercial.
Em dezembro de 2012, após negociação com o Sistema Jangadeiro de Comunicação, foi anunciado que a rádio deixaria de operar em frequência modulada para dar lugar a uma nova afiliada da BandNews FM, que só seria lançada em março de 2013. A rádio teve suas operações encerradas em 101.7 MHz às 23h59min de 10 de março de 2013 e passou a ser transmitida pela internet a partir de então, com a entrada da Tribuna BandNews FM momentos depois. Pouco mais de 20 dias depois da mudança, a Rádio Beach Park anunciou que retornaria ao dial em 1 de abril devido à solicitações "de ouvintes fieis que pediram o retorno à FM". A nova frequência a partir desse dia passou a ser 92,9 MHz, ocupando o lugar da FM 92, numa parceria com o Grupo Cidade de Comunicação.

Logotipo da Rádio Beach Park entre 2018 e 2025

Em abril de 2018, foi anunciado que a Rádio Beach Park deixará a frequência para a estreia da Jovem Pan News Fortaleza, novo projeto do Grupo Cidade que estava previsto para entrar no ar em maio. A emissora passou a anunciar mudança para a frequência 102,7 MHz, migrante da extinta Rádio Primeira Capital de Aquiraz, então pertencente ao Grupo Empresarial Etevaldo Nogueira (também responsável pela Rádio Iracema de Fortaleza) que operava na frequência 1050 kHz e foi adquirida pelo Beach Park. A emissora deixou a 92,9 MHz à 0h do dia 21 de abril, permanecendo com transmissão somente na internet. A 102,7 MHz foi colocada no ar durante a tarde de 21 de junho de 2018, em caráter experimental, passando a transmitir a rádio em 5 de julho.
Em 2025 o sinal da Rádio Beach Park passou a ser transmitido de Fortaleza, a partir da torre do Grupo Cidade de Comunicação, no bairro Dionísio Torres. A alteração ocorreu após um processo com diversas etapas junto ao Ministério das Comunicações e à Anatel, uma vez que a outorga não é da capital.